# Parafia św. Kazimierza i Przemienienia Pańskiego w Stróży
Parafia św. Kazimierza i Przemienienia Pańskiego w Stróży – parafia rzymskokatolicka, znajdująca się w archidiecezji łódzkiej, w dekanacie szczercowskim.
Według stanu na miesiąc luty 2017 liczba wiernych w parafii wynosiła 396 osób.